# Ocybadistes knightorum
Ocybadistes knightorum là một loài bướm ngày thuộc họ Hesperiidae. Nó là loài đặc hữu của New South Wales.
Ấu trùng ăn Alexfloydia repens.